# Mesynium hudsonioides
Mesynium hudsonioides là một loài thực vật có hoa trong họ Linaceae. Loài này được (Planch.) W.A. Weber mô tả khoa học đầu tiên năm 1984.